# Via Aurélia

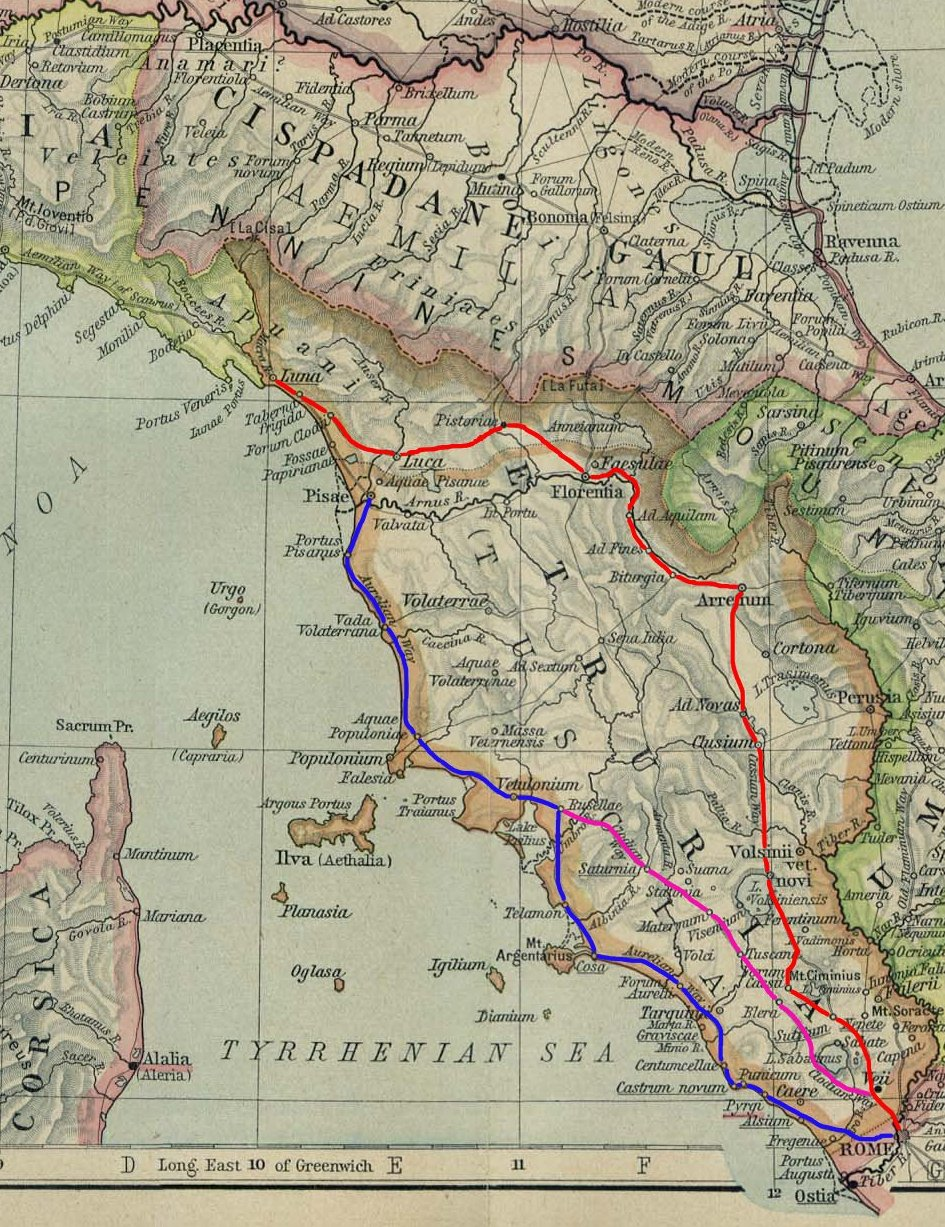
A Via Aurélia em azul, à esquerda. Em vermelho, a Via Cássia e em rosa, a Via Clódia.

Via Aurélia (em latim: Via Aurelia) foi uma estrada romana construída por volta de 241 a.C. pelo censor Caio Aurélio Cota. Ele já tinha experiência na construção de estradas e já havia supervisionado a construção de uma estrada militar na Sicília durante seu consulado, em 252 a.C., no auge da Primeira Guerra Púnica, que ligava Agrigento a Panormo.

## Contexto
No período intermediário da República Romana, uma série de estradas foram construídas por toda a Itália com o objetivo principal de apoiar a expansão romana, incluindo o rápido movimento das legiões e a rápida comunicação com as colônias romanas espalhadas por toda a Itália. A abertura de uma estrada tinha também um benefício acessório de aumentar o comércio entre as cidades italianas e Roma. Todas eram padronizadas, com cerca de 4,6 metros de largura (permitindo a passagem lado-a-lado de duas grandes carroças) e a distância percorrida era marcada por miliários. A construção da Vila Aurélia era parte desta campanha, que começou em 312 a.C., com a construção da Via Ápia e incluiu ainda a Via Amerina (241 a.C.), Via Flaminina, Via Clódia, Via Emília, Via Cássia, Via Valéria (c. 307 a.C.) e a Via Cecília (c. 283 a.C.).

## Rota
A Via Aurélia atravessava o Tibre pela Ponte Emília e saía da cidade pela zona oeste. Depois que o imperador Aureliano construiu sua muralha à volta de Roma na década de 270, a Via Aurélia saía pela Porta Aurélia. A partir dali, ela corria cerca de 40 quilômetros até Álsio, na costa Tirrena, e para o norte ao longo da costa até Vada Volaterrana, Cosa e Pisae, onde terminava o traçado original. Esta via era particularmente importante na época por ligar Roma a Cosa, uma importante colônia e quartel militar, e a Pisae, o único porto entre Genua e Roma, uma importante base nas guerras para a conquista romana da Gália Cisalpina contra lígures, gauleses e também contra os cartagineses.
Em 109 a.C., a Via Aurélia foi estendida em cerca de 320 quilômetros pela Via Emília Escaura, construída por Marco Emílio Escauro, que já havia reformado a Via Aurélia em 119 a.C. Esta via levava até Dertona, Placência, Cremona, Aquileia e terminava em Genua, a partir de onde os viajantes podiam seguir para a Gália Narbonense através da Via Postúmia. Na época imperial, um viajante podia seguir pela Via Aurélia através dos Alpes pela Via Júlia Augusta para alcançar ou norte da Gália ou a cidade de Gades, na Hispânia.
A moderna Strada Statale 1 ocupa a mesma rota e é conhecida ainda hoje, de forma coloquial, como La Via Aurelia.